# David Nott

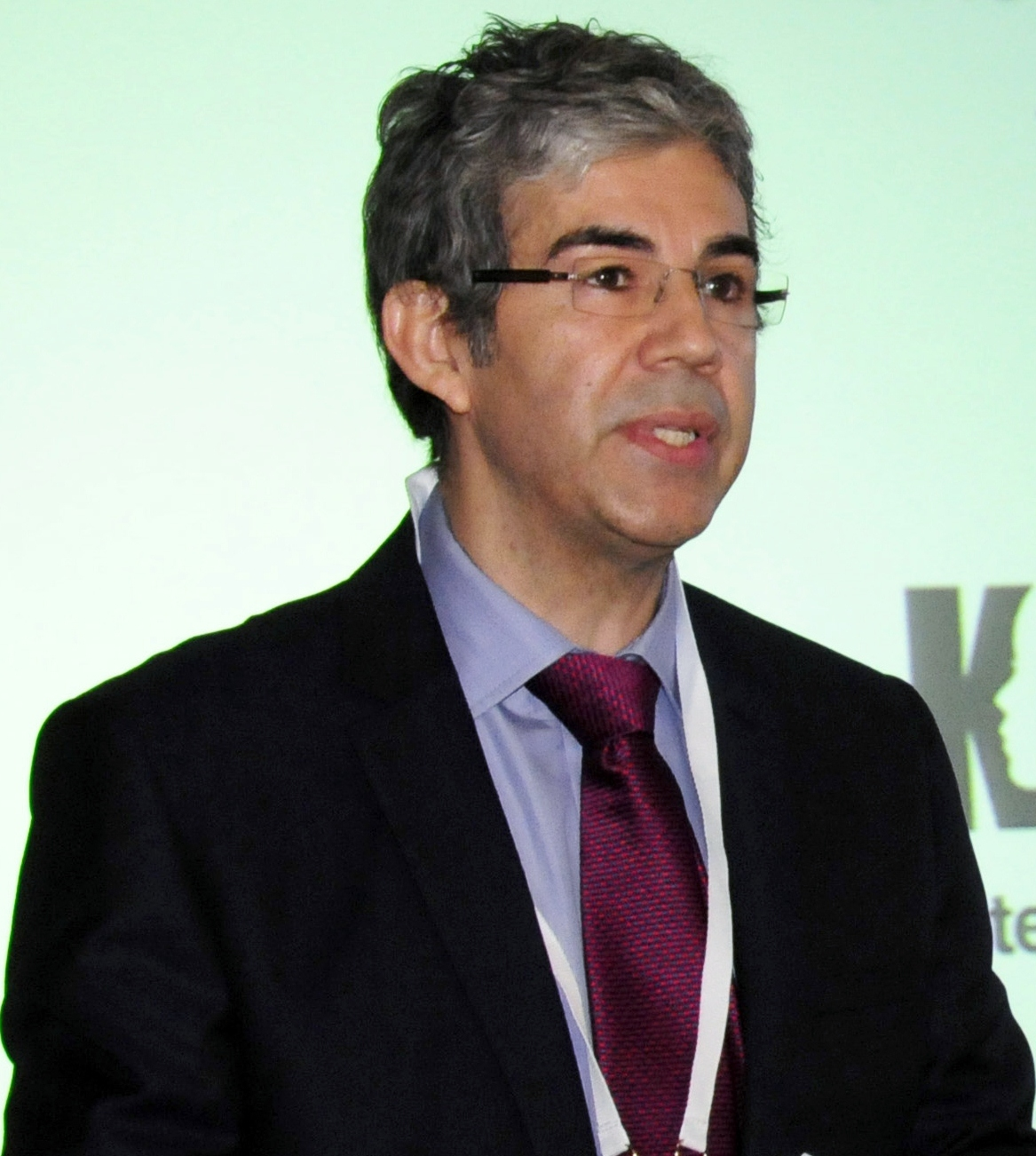
David Nott (2013)

David Nott (* 1956 in Carmarthen) ist ein britischer Chirurg, der humanitäre Einsätze in Krisen- und Kriegsgebieten durchführt.

## Leben
Während seines Medizinstudiums in Manchester und Liverpool begann Notts Interesse an Chirurgie.
Er spezialisierte sich in Gefäßchirurgie und praktizierte an den Londoner Krankenhäusern Charing Cross, Chelsea and Westminster, St Mary’s und Royal Marsden. Als Chirurg war er Experte in minimalinvasiver Chirurgie, insbesondere bei der Behandlung von Bauchaortenaneurysmen sowie bei Arterienbypässen. 1999 war er der erste Chirurg weltweit, der einen femoropoplitealen Bypass in Schlüssellochtechnik durchführte.
Weihnachten 1993 sah er Bilder vom Bosnienkrieg und entschied sich kurzentschlossen, dort hinzufahren. Seitdem fährt er jedes Jahr für mehrere Wochen für Ärzte ohne Grenzen und das Rote Kreuz in Krisengebiete. 2015 trat er in die Royal Auxiliary Air Force und wurde in Afghanistan eingesetzt. Dort lernte er Techniken, Schwerverletzte schnell zu stabilisieren und erst später lange Operationen mit ihnen durchzuführen.
2013–2014 besuchte er Aleppo und trainierte Mediziner der Rebellen in Unfallchirurgie, damit sie Operationen weit über ihren Möglichkeiten durchführen können.
2015 gründete er die David Nott Foundation und heiratete Eleanor Jupp.
2016 wurde er für sein Engagement mit dem Robert Burns Humanitarian Award ausgezeichnet.

## Werke
- Conflict and Catastrophe Medicine: A Practical Guide, Springer, 2014, ISBN 978-1-4471-2927-1 (Mitherausgeber)